# Max Lenz
Max Lenz (né le 13 juin 1850 à Greifswald et décédé le 6 avril 1932 à Berlin, de son nom complet : Max Albert Wilhelm Lenz) est un historien allemand.

## Biographie
Max Lenz est le fils du juriste Gustav Lenz (de) (1818-1888) et de sa femme Johanna Adlich, fille d'un fermier de l'île de Wollin. Max grandit dans un milieu très luthérien. Son père fait partie des Jeunes hégéliens, et lors de la révolution de mars en 1848/49, il se voit contraint de mettre un terme à sa carrière de fonctionnaire.
Max Lenz fréquente l'école de sa ville natale et étudie par la suite l'histoire et la philologie à Bonn. Il a notamment pour professeur Heinrich von Sybel.
En 1870, il s'engage en tant que volontaire dans le bataillon de chasseur de Poméranie et participe à la guerre franco-prussienne de 1870. Il y est blessé en décembre 1870. Il poursuit ensuite ses études à Greifswald et à Berlin. Il soutient sa thèse en 1874 sur « l'alliance de Canterbury et son influence sur la Guerre de Cent Ans et le concile de Constance ». À Greifswald, Max se lie d'amitié à Hans Delbrück, un futur collègue.
Son ancien professeur Heinrich von Sybel, devenu entretemps directeur des archives nationales prussiennes, permet à Lenz d'obtenir une place d'assistant aux archives de Marbourg. Il y travaille notamment sur une correspondance entre Philippe Ier de Hesse et Martin Bucer, le réformateur de l'Hesse. Ces études sont publiées en 3 volumes de 1880 à 1891.
Lenz passe son habilitation d'histoire moyenâgeuse et moderne en 1876, 2 ans seulement après son doctorat, sur le sujet :« 3 traités issus des écrits associés au concile de Constance ». D'abord professeur privé, il devient professeur extraordinaire en 1881 puis professeur à l'université de Marbourg en 1885. En 1887, il devient membre de la Société philologique et historique, qui se fond plus tard dans la Marburger Burschenschaft Rheinfranken (de). En 1888, il obtient la chaire d'histoire moderne à Breslau, avant d'arriver à Berlin en 1890. En 1911, il est directeur des séminaires historiques, et de 1911 à 1912 recteur de l'université Humboldt de Berlin.
En 1914, Lenz entre à l'Institut colonial de Hambourg (de), qui évolue en université. À partir de 1922, il devient professeur émérite à Berlin où il meurt en 1932.
L'Académie royale des sciences de Prusse l'accueille dans sa section histoire en 1896. De 1914 à 1925, il en devient membre d'honneur, avant de redevenir un membre ordinaire. 
Sur le plan privé, il se marie en 1879 à la pianiste Emma Rohde, qui est la fille d'un professeur d'agriculture. Il nait de cette union 4 fils et une fille, parmi lesquels le macro-économiste Friedrich Lenz (de) (1885-1968).

## Travail
Max Lenz est un des principaux représentants du courant historique dit des Neo-Rankeaner. Les historiographes décriront par la suite comme la renaissance Ranke. Il essaie en effet de suivre les préceptes de Leopold von Ranke, qui considère qu'il faut restituer les faits historiques de manière la plus objective possible, sans prendre parti. Il faut observer l'évolution des idées, des forces historiques. Cela est complètement à contre-courant de la tendance de l'époque à écrire l'histoire de manière politisée  comme le fait son collègue Heinrich von Treitschke. Ces Idées, forces historiques, sont concrètement l'État, le peuple, les religions. Néanmoins, alors que Ranke voit dans les convictions religieuses les idées les plus fondamentales, les néo-rankeaner cherchent avant tout l'idée dans les actions, qu'elles viennent de l'État ou du peuple. L'État-nation est ainsi élevé au statut de quasi-religion, qui se matérialise grâce à sa quête pour le pouvoir. Cette vision de l'histoire, notamment si on l'étend à la politique extérieure, fait des néo-rankers des idéologues du Guillaumisme (les deux derniers empereurs de l'Empire allemand s'appelaient guillaume), et des légitimateurs de la politique mondiale des deux empereurs.
De manière encore plus véhémente que contre l'école borrussische, Lenz s'oppose aux conceptions matérialistes de l'histoire, ainsi qu'à une certaine forme de structuralisme de celle-ci. 
Ses travaux biographiques sur Martin Luther, Wallenstein et Gustave II Adolphe de Suède lui valent la reconnaissance des historiographes. La biographie sur Luther paraît ainsi en 1883, et grâce à son style d'écriture imagé rencontre le succès auprès du public. Lenz effectue alors un travail sur Bismarck, ou plutôt de Luther à Bismarck, comme le dit le titre d'une de ses œuvres. Il publie également une biographie de Napoléon Ier. Son article dans la Allgemeine Deutsche Biographie sur Otto von Bismarck, en fait l'un des tout premiers biographes "scientifiques" du chancelier allemand.
Parmi les élèves de Max Lenz, on compte Erich Brandenburg (de), Hermann Oncken et Felix Rachfahl.

## Œuvre
- (de) Geschichtsschreibung und Geschichtsauffassung im Elsaß zur Zeit der Reformation : Vortrag gehalten auf der 4. Generalversammlung des Vereins zu Straßburg, Halle : Verein für Reformationsgeschichte, 1895 (lire en ligne)